# الواتان
الواتان هي قرية في مقاطعة سردشت، إيران. يقدر عدد سكانها بـ 931 نسمة بحسب إحصاء 2016.